# Verein für Rasenspiele Heilbronn 1974-1975
Questa voce raccoglie le informazioni riguardanti il Verein für Rasenspiele Heilbronn nelle competizioni ufficiali della stagione 1974-1975.

## Stagione
Nella stagione 1974-1975 il VfR Heilbronn, allenato da Zeljko Čajkovski e Rudi Faßnacht, concluse il campionato di 2. Bundesliga al 17º posto. In Coppa di Germania il VfR Heilbronn fu eliminato al primo turno dal Borussia Dortmund.

## Rosa
| N. |                     | Ruolo | Calciatore         |
| -- | ------------------- | ----- | ------------------ |
|    | Germania (bandiera) | P     | Karl Hrynda        |
|    | Germania (bandiera) | P     | Karl-Heinz Seyffer |
|    | Germania (bandiera) | D     | Reinhold Fanz      |
|    | Germania (bandiera) | D     | Otto Frey          |
|    | Germania (bandiera) | D     | Walter Güntner     |
|    | Germania (bandiera) | D     | Klaus Kubasik      |
|    | Germania (bandiera) | D     | Wolfgang Lange     |
|    | Germania (bandiera) | D     | Otis Nachbar       |
|    | Germania (bandiera) | D     | Helmut Röhrig      |
|    | Germania (bandiera) | D     | Gerhard Weil       |
|    | Germania (bandiera) | C     | Werner Haaga       |

| N. |                                 | Ruolo | Calciatore        |
| -- | ------------------------------- | ----- | ----------------- |
|    | Germania (bandiera)             | C     | Horst Hägele      |
|    | Germania (bandiera)             | C     | Wilfried Krause   |
|    | Germania (bandiera)             | C     | Roland Mall       |
|    | Serbia (bandiera)               | C     | Stjepan Matic     |
|    | Germania (bandiera)             | C     | Gerhard Schneider |
|    | Germania (bandiera)             | A     | Karl-Heinz Frey   |
|    | Germania (bandiera)             | A     | Harry Griesbeck   |
|    | Germania (bandiera)             | A     | Manfred Grimm     |
|    | Germania (bandiera)             | A     | Bernd Herz        |
|    | Germania (bandiera)             | A     | Bernd Laube       |
|    | Bosnia ed Erzegovina (bandiera) | A     | Petar Micic       |

## Organigramma societario
Area tecnica
- Allenatore: Rudi Faßnacht
- Allenatore in seconda:
- Preparatore dei portieri:
- Preparatori atletici:

## Calciomercato

### Sessione estiva
| Acquisti | Acquisti           | Acquisti                | Acquisti |
| R.       | Nome               | da                      | Modalità |
| -------- | ------------------ | ----------------------- | -------- |
| D        | Otto Frey          | Sandhausen              |          |
| A        | Manfred Grimm      | SV Südwest Ludwigshafen |          |
| A        | Petar Micic        | Čelik Zenica            |          |
| C        | Klaus Spannenkrebs | Wuppertal               |          |

| Cessioni | Cessioni           | Cessioni       | Cessioni |
| R.       | Nome               | a              | Modalità |
| -------- | ------------------ | -------------- | -------- |
| C        | Klaus Spannenkrebs | Wormatia Worms |          |
| A        | Bernd Hoffmann     | Karlsruhe      |          |
| A        | Klaus Kaltwasser   | Eppingen       |          |
| C        | Martin Kübler      | Karlsruhe      |          |

### Sessione invernale
| Acquisti | Acquisti    | Acquisti       | Acquisti |
| R.       | Nome        | da             | Modalità |
| -------- | ----------- | -------------- | -------- |
| A        | Bernd Laube | Wormatia Worms |          |
| C        | Roland Mall | Stoccarda      |          |

| Cessioni | Cessioni | Cessioni | Cessioni |
| R.       | Nome     | a        | Modalità |
| -------- | -------- | -------- | -------- |

## Risultati

### 2. Bundesliga

#### Girone di andata
| Arbitro: | Grether |

|                                                      |           |              |
| Frey 14’ Kubasik 33’ (rig.) Grimm 55’, 90’ Micic 74’ | Marcatori | 82’ Emmerich |

| Arbitro: | Boos |

|                   |           |  |
| Sebert 57’ (rig.) | Marcatori |  |

| Arbitro: | Hofmeister |

|           |           |             |
| Grimm 23’ | Marcatori | 11’ Drexler |

| Arbitro: | Eichhorn |

|  |           |                  |
|  | Marcatori | 52’ Spannenkrebs |

| Arbitro: | Fleischer |

|                  |           |  |
| Spannenkrebs 86’ | Marcatori |  |

| Arbitro: | Hellwig |

|             |           |  |
| Starzak 11’ | Marcatori |  |

| Arbitro: | Walesch |

|  |           |                                        |
|  | Marcatori | 66’ Nüssing 77’ Schabacker 78’ Geinzer |

| Arbitro: | Dreher |

|                                                                   |           |                    |
| Kübler 40’ Berger 48’ Gutzeit 57’ Trenkel 60’ (rig.) Hoffmann 75’ | Marcatori | 78’ (rig.) Kubasik |

| Arbitro: | Walther |

|                     |           |                             |
| Micic 9’ Krause 87’ | Marcatori | 2’ Krauth 37’ Kohlenbrenner |

| Arbitro: | Quindeau |

|                         |           |            |
| Drenks 11’ Eichhorn 42’ | Marcatori | 10’ Krause |

| Arbitro: | Luca |

|                           |           |                     |
| Laube 32’, 75’ Ondera 70’ | Marcatori | 7’ Micic 10’ Krause |

| Arbitro: | Hoch |

|           |           |          |
| Micic 90’ | Marcatori | 70’ Lenz |

| Arbitro: | Kettenbach |

|                                            |           |          |
| Traser 12’ Denz 44’ (rig.), 71’ Holzer 76’ | Marcatori | 22’ Fanz |

| Heilbronn 9 novembre 1974, ore 15:00 CET 14ª giornata | Heilbronn | 0 – 0 referto | VfR Mannheim | Städtisches Stadion (3 500 spett.)\| Arbitro: \| Ross \| |
| Arbitro:                                              | Ross      |               |              |                                                          |

| Arbitro: | Engelhardt |

|             |           |                                |
| Bajlitz 73’ | Marcatori | 30’ Krause 43’ Grimm 58’ Micic |

| Arbitro: | Scheffner |

|                                                 |           |               |
| Fanz 55’ Krause 66’ Frey 68’ Kubasik 72’ (rig.) | Marcatori | 85’, 87’ Redl |

| Arbitro: | Biwersi |

|                                 |           |  |
| Sommerer 47’ Größler 73’ (rig.) | Marcatori |  |

| Arbitro: | Eichhorn |

|                   |           |                             |
| Frey 47’ Weil 87’ | Marcatori | 35’ Köstler 85’ Hohenwarter |

| Arbitro: | Grether |

|                                              |           |  |
| Obermeier 9’, 32’, 64’ Hoffmann 20’ Jörg 83’ | Marcatori |  |

#### Girone di ritorno
| Arbitro: | Boos |

|                          |           |               |
| Skrotzki 15’ Seubert 88’ | Marcatori | 21’, 73’ Mall |

| Heilbronn 25 gennaio 1975, ore 15:00 CET 21ª giornata | Heilbronn | 0 – 0 referto | Chio Waldhof Mannheim | Städtisches Stadion (7 000 spett.)\| Arbitro: \| Möckel \| |
| Arbitro:                                              | Möckel    |               |                       |                                                            |

| Arbitro: | Sinnewe |

|                                       |           |           |
| Weiss 1’ Lindemann 3’, 75’ Künkel 49’ | Marcatori | 88’ Micic |

| Arbitro: | Wohlfarth |

|                    |           |                   |
| Kubasik 51’ (rig.) | Marcatori | 17’, 40’ Schuster |

| Arbitro: | Hoch |

|  |           |                     |
|  | Marcatori | 84’ Grimm 89’ Laube |

| Arbitro: | Engelhardt |

|             |           |               |
| Nachbar 49’ | Marcatori | 31’ Schuberth |

| Arbitro: | Nickel |

|                                   |           |           |
| Meininger 52’ Petrovic 80’ (rig.) | Marcatori | 32’ Grimm |

| Arbitro: | Betz |

|                    |           |  |
| Kubasik 63’ (rig.) | Marcatori |  |

| Arbitro: | Kollmann |

|                                                                                 |           |  |
| Erhart 22’, 63’, 70’ Seiler 50’, 89’ (rig.) Michl 55’ Weinkauff 57’ Beichle 66’ | Marcatori |  |

| Arbitro: | Fleischer |

|                                      |           |  |
| Laube 9’ Kubasik 48’ (rig.) Mall 71’ | Marcatori |  |

| Arbitro: | Nützel |

|          |           |  |
| Fanz 38’ | Marcatori |  |

| Arbitro: | Föckler |

|                                                 |           |  |
| Leunissen 15’ Koch 28’ Ludwig 58’ Pankotsch 66’ | Marcatori |  |

| Arbitro: | Kammann |

|                                 |           |                                              |
| Frey 4’, 12’ Frey 19’ Micic 86’ | Marcatori | 19’, 46’ Lübeke 30’ Holzer 54’ (rig.) Magath |

| Arbitro: | Luca |

|                   |           |                                |
| Mattes 72’ (rig.) | Marcatori | 48’, 75’ (rig.) Mall 71’ Grimm |

| Arbitro: | Röder |

|  |           |          |
|  | Marcatori | 80’ Bopp |

| Arbitro: | Hontheim |

|                                          |           |          |
| Dollmann 15’ (rig.) Schroff 28’ Redl 69’ | Marcatori | 12’ Fanz |

| Arbitro: | Eichhorn |

|          |           |                                    |
| Mall 82’ | Marcatori | 57’ Breuer 67’ Lucas 71’ Klinkisch |

| Arbitro: | Huster |

|                                              |           |          |
| Hohenwarter 4’ Scheller 20’, 61’ Martens 68’ | Marcatori | 74’ Frey |

| Arbitro: | Boos |

|                                       |           |                                                 |
| Laube 20’ Mall 58’ (rig.), 68’ (rig.) | Marcatori | 24’ Schneider 74’ Walleitner 85’ (rig.) Weixler |

### Coppa di Germania
| Arbitro: | Eggers |

|                                  |           |  |
| Schildt 18’ Hartl 53’ Wagner 61’ | Marcatori |  |

## Statistiche

### Statistiche di squadra
| Competizione      | Punti | In casa | In casa | In casa | In casa | In casa | In casa | In trasferta | In trasferta | In trasferta | In trasferta | In trasferta | In trasferta | Totale | Totale | Totale | Totale | Totale | Totale | DR  |
| Competizione      | Punti | G       | V       | N       | P       | Gf      | Gs      | G            | V            | N            | P            | Gf           | Gs           | G      | V      | N      | P      | Gf     | Gs     | DR  |
| ----------------- | ----- | ------- | ------- | ------- | ------- | ------- | ------- | ------------ | ------------ | ------------ | ------------ | ------------ | ------------ | ------ | ------ | ------ | ------ | ------ | ------ | --- |
| 2. Bundesliga     | 30    | 19      | 6       | 9       | 4       | 31      | 26      | 19           | 4            | 1            | 14           | 20           | 52           | 38     | 10     | 10     | 18     | 51     | 78     | -27 |
| Coppa di Germania | -     | 0       | 0       | 0       | 0       | 0       | 0       | 1            | 0            | 0            | 1            | 0            | 3            | 1      | 0      | 0      | 1      | 0      | 3      | -3  |
| Totale            | 30    | 19      | 6       | 9       | 4       | 31      | 26      | 20           | 4            | 1            | 15           | 20           | 55           | 39     | 10     | 10     | 19     | 51     | 81     | -30 |

### Andamento in campionato
| Giornata  | 1 | 2 | 3 | 4 | 5 | 6 | 7  | 8  | 9  | 10 | 11 | 12 | 13 | 14 | 15 | 16 | 17 | 18 | 19 | 20 | 21 | 22 | 23 | 24 | 25 | 26 | 27 | 28 | 29 | 30 | 31 | 32 | 33 | 34 | 35 | 36 | 37 | 38 |
| --------- | - | - | - | - | - | - | -- | -- | -- | -- | -- | -- | -- | -- | -- | -- | -- | -- | -- | -- | -- | -- | -- | -- | -- | -- | -- | -- | -- | -- | -- | -- | -- | -- | -- | -- | -- | -- |
| Luogo     | C | T | C | T | C | T | C  | T  | C  | T  | T  | C  | T  | C  | T  | C  | T  | C  | T  | T  | C  | T  | C  | T  | C  | T  | C  | T  | C  | C  | T  | C  | T  | C  | T  | C  | T  | C  |
| Risultato | V | P | N | V | V | P | P  | P  | N  | P  | P  | N  | P  | N  | V  | V  | P  | N  | P  | N  | N  | P  | P  | V  | N  | P  | V  | P  | V  | V  | P  | N  | V  | P  | P  | P  | P  | N  |
| Posizione | 1 | 8 | 8 | 5 | 4 | 8 | 12 | 12 | 12 | 13 | 14 | 16 | 17 | 17 | 14 | 14 | 14 | 14 | 16 | 16 | 16 | 16 | 17 | 16 | 16 | 17 | 17 | 17 | 15 | 14 | 14 | 14 | 14 | 15 | 17 | 17 | 17 | 17 |

Legenda:

Luogo: C = Casa; T = Trasferta. Risultato: V = Vittoria; N = Pareggio; P = Sconfitta.

### Statistiche dei giocatori
| Giocatore       | 2. Bundesliga | 2. Bundesliga | 2. Bundesliga | 2. Bundesliga | Coppa di Germania | Coppa di Germania | Coppa di Germania | Coppa di Germania | Totale   | Totale | Totale      | Totale     |
| Giocatore       | Presenze      | Reti          | Ammonizioni   | Espulsioni    | Presenze          | Reti              | Ammonizioni       | Espulsioni        | Presenze | Reti   | Ammonizioni | Espulsioni |
| --------------- | ------------- | ------------- | ------------- | ------------- | ----------------- | ----------------- | ----------------- | ----------------- | -------- | ------ | ----------- | ---------- |
| R. Fanz         | 35            | 4             | 1             | 0             | 0                 | 0                 | 0                 | 0                 | 35       | 4      | 1           | 0          |
| K. Frey         | 36            | 6             | 2             | 0             | 1                 | 0                 | 0                 | 0                 | 37       | 6      | 2           | 0          |
| O. Frey         | 32            | 1             | 1             | 0             | 0                 | 0                 | 0                 | 0                 | 32       | 1      | 1           | 0          |
| H. Griesbeck    | 3             | 0             | 1             | 0             | 0                 | 0                 | 0                 | 0                 | 3        | 0      | 1           | 0          |
| M. Grimm        | 32            | 7             | 0             | 0             | 1                 | 0                 | 0                 | 0                 | 33       | 7      | 0           | 0          |
| W. Güntner      | 20            | 0             | 4             | 0             | 1                 | 0                 | 0                 | 0                 | 21       | 0      | 4           | 0          |
| W. Haaga        | 37            | 0             | 5             | 0             | 1                 | 0                 | 0                 | 0                 | 38       | 0      | 5           | 0          |
| B. Herz         | 8             | 0             | 0             | 0             | 1                 | 0                 | 0                 | 0                 | 9        | 0      | 0           | 0          |
| K. Hrynda       | 32            | 0             | 0             | 0             | 1                 | 0                 | 0                 | 0                 | 33       | 0      | 0           | 0          |
| H. Hägele       | 18            | 0             | 2             | 0             | 1                 | 0                 | 0                 | 0                 | 19       | 0      | 2           | 0          |
| W. Krause       | 23            | 5             | 2             | 0             | 1                 | 0                 | 0                 | 0                 | 24       | 5      | 2           | 0          |
| K. Kubasik      | 37            | 6             | 8             | 0             | 1                 | 0                 | 0                 | 0                 | 38       | 6      | 8           | 0          |
| W. Lange        | 1             | 0             | 0             | 0             | 0                 | 0                 | 0                 | 0                 | 1        | 0      | 0           | 0          |
| B. Laube        | 18            | 3             | 0             | 0             | 0                 | 0                 | 0                 | 0                 | 18       | 3      | 0           | 0          |
| R. Mall         | 21            | 8             | 2             | 0             | 0                 | 0                 | 0                 | 0                 | 21       | 8      | 2           | 0          |
| S. Matic        | 7             | 0             | 0             | 0             | 0                 | 0                 | 0                 | 0                 | 7        | 0      | 0           | 0          |
| P. Micic        | 32            | 7             | 8             | 0             | 1                 | 0                 | 1                 | 0                 | 33       | 7      | 9           | 0          |
| O. Nachbar      | 27            | 1             | 1             | 0             | 0                 | 0                 | 0                 | 0                 | 27       | 1      | 1           | 0          |
| H. Röhrig       | 18            | 0             | 0             | 0             | 0                 | 0                 | 0                 | 0                 | 18       | 0      | 0           | 0          |
| G. Schneider    | 5             | 0             | 0             | 0             | 0                 | 0                 | 0                 | 0                 | 5        | 0      | 0           | 0          |
| K. Seyffer      | 8             | 0             | 0             | 0             | 0                 | 0                 | 0                 | 0                 | 8        | 0      | 0           | 0          |
| K. Spannenkrebs | 9             | 2             | 0             | 0             | 1                 | 0                 | 0                 | 0                 | 10       | 2      | 0           | 0          |
| G. Weil         | 23            | 1             | 6             | 0             | 1                 | 0                 | 1                 | 0                 | 24       | 1      | 7           | 0          |